# Дюкро, Татьяна
Татьяна́ Дюкро́ (фр. Tatiana Ducroz) — французская кёрлингистка.
Играла в основном на позиции первого.

## Команды
| Сезон   | Четвёртый    | Третий          | Второй         | Первый        | Запасной                           | Турниры            |
| ------- | ------------ | --------------- | -------------- | ------------- | ---------------------------------- | ------------------ |
| 1994—95 | Брижит Лами  | Жослин Ко-Ланри | Гаэтан Биболле | Брижит Коллар | Татьяна Дюкро                      | ЧМ 1995 (10 место) |
| 1995—96 | Nadia Bénier | Оде Бенье       | Лаура Мутацци  | Татьяна Дюкро |                                    | ЧМЮ 1996 (9 место) |
| 1997—98 | Оде Бенье    | Nadia Bénier    | Лаура Мутацци  | Татьяна Дюкро | Фабьен Моран                       | ЧЕ 1997 (13 место) |
| 1999—00 | Оде Бенье    | Стефани Жакказ  | Фабьен Моран   | Татьяна Дюкро | Сандрин Моран тренер: Nadia Bénier | ЧЕ 1999 (7 место)  |

(скипы выделены полужирным шрифтом)